# Comuna Verhnea Bilka, Pustomîtî
Verhnea Bilka (în ucraineană Верхня Білка) este o comună în raionul Pustomîtî, regiunea Liov, Ucraina, formată din satele Nîjnea Bilka, Suhoricicea și Verhnea Bilka (reședința).

## Demografie
Componența lingvistică a comunei Verhnea Bilka
     Ucraineană (99,65%)
     Alte limbi (0,35%)
Conform recensământului din 2001, majoritatea populației comunei Verhnea Bilka era vorbitoare de ucraineană (99,65%), existând în minoritate și vorbitori de alte limbi.